# Léopold Lambert
Léopold Lambert (* 8. Oktober 1854 in Aix-en-Provence; † 4. März 1935) war ein französischer Automatenbauer.
Léopold Lamberts Eltern waren Besitzer eines Gasthauses in Aix-en-Provence. Er arbeitet einige Zeit beim Automatenhersteller Vichy, wo er aufgrund der Qualität seiner Arbeit bald zum Vorarbeiter aufstieg. 1886 machte er sich selbständig und verkaufte Musikspiel-Automaten sowie teure Luxusartikel ähnlich denen seinen ehemaligen Arbeitgebers (wie "Pierrot Ecrivain" oder "Sérénade à la Lune").
Um 1876 heiratete er die Pariser Näherin Eugénie Maria Bougeois. Sie nahm schnell einen wichtigen Platz in seinem Geschäft ein, da sie die Automatenpuppen ihres Mannes einkleidete. Diese waren zweierlei Art: Zum einen individuelle Einzelexemplare und zum anderen in Serie produzierte, zumeist junge Mädchen darstellende Puppen mit Porzellanköpfen aus dem Hause Jumeau.
Zu seinen Glanzstücken zählte wohl besonders der auf der Weltausstellung 1900 präsentierte "Méphistophélès", eine 90 cm hohe Puppe mit rotem Umhang, die ein Ständchen sang. 1904 bekam er in Liege und 1905 in Milan einen Ehrentitel verliehen, doch bald schon fand sich sein Name nicht mehr auf den Teilnehmerlisten internationaler Ausstellungen. Um 1910 wurde das Zeitalter der mechanischen Automaten durch die zunehmend elektrisierte Gesellschaft abgelöst. Lambert, der "seiner" Art der Automatenherstellung treu blieb, konnte sich aufgrund der immer schlechter werden Auftragslage kaum mehr über Wasser halten. Von 1932 an überwies ihm sein Sohn Lucien monatlich eine kleine Summe, mit der sich der Vater gerade ein kleines Zimmer in Paris leisten konnte, in dem er am 4. März 1935 verstarb.
| Personendaten    | Personendaten                |
| ---------------- | ---------------------------- |
| NAME             | Lambert, Léopold             |
| KURZBESCHREIBUNG | französischer Automatenbauer |
| GEBURTSDATUM     | 8. Oktober 1854              |
| GEBURTSORT       | Aix-en-Provence              |
| STERBEDATUM      | 4. März 1935                 |